# Laurenti
Laurenti is een historisch motorfietsmerk.
Laurenti Edmundo e Figlio, Bologna. 
Dit Italiaanse bedrijf had al 40 jaar motoronderdelen gemaakt, maar ontwikkelde in 1956 een 173 cc viertaktmotor met een bovenliggende, door een ketting aangedreven nokkenas.